# Коммандо (фильм)
«Комма́ндо» (англ. Commando) — американский кинофильм 1985 года режиссёра Марка Лестера с Арнольдом Шварценеггером в главной роли, классический боевик 1980-х. Премьера состоялась 4 октября 1985 года. Съёмки картины начались 22 апреля 1985 года в Калифорнии и продолжались 45 дней.

## Сюжет
Главный герой полковник в отставке Джон Мэтрикс проживает в уединённом доме в горах с дочерью-подростком Дженни. К нему прилетает его бывший командир, генерал Франклин Кёрби, и сообщает, что кто-то одного за другим убивает бывших подчинённых Мэтрикса. Генерал предполагает, что скоро убийцы доберутся до самого Мэтрикса, и оставляет двух солдат охранять его дом.
Как выясняется чуть позже, бывших спецназовцев убивали именно для того, чтобы забеспокоившийся Кёрби вывел злоумышленников на логово Мэтрикса. Практически сразу после отлёта генерала группа боевиков истребляет солдат и похищает Дженни. Мэтрикс убивает парламентёра бандитов и бросается в погоню, но сам попадает в плен. Очнувшись в бандитском логове, он видит своего старого врага — свергнутого им жестокого диктатора Ариуса, мечтающего вернуть власть над вымышленной латиноамериканской страной Вальверде. Помогает Ариусу бывший сослуживец Мэтрикса — Беннет, предавший всех своих товарищей. Ранее Мэтрикс убрал Беннета из своей группы за немотивированную тягу к убийствам.
Бандиты приказывают полковнику лететь в Вальверде и устранить нынешнего президента страны, хорошо знакомого с Мэтриксом и полностью ему доверяющего, расчистив дорогу для военного переворота во главе с Ариусом. Если Мэтрикс не сумеет выполнить задание, его дочь будет убита.
Сразу после посадки на регулярный рейс, вылетающий в Вальверде, Мэтрикс ликвидирует приставленного к нему громилу и тайком покидает уже взлетающий самолёт, спрыгнув в болото. Полёт будет продолжаться 11 часов — только этим временем располагает отец, чтобы найти и спасти Дженни.
Фактически силой заставив чернокожую стюардессу Синди, которая в аэропорту приглянулась одному из головорезов Ариуса, помогать ему, Мэтрикс выслеживает провожавших его в путь бандитов Салли и Кука, а также выясняет местоположение острова, где находится военная база Ариуса и куда, очевидно, увезли его дочь. Мэтрикс с активной помощью Синди (теперь уже добровольной — поскольку у неё была возможность убедиться, что он «хороший парень») грабит оружейный магазин и вооружается, уходит от полиции, громит береговую базу Ариуса и на угнанном у заговорщиков гидроплане, который Синди, к счастью, немного умеет пилотировать, направляется к острову. Тем временем в Вальверде бандиты, встречавшие рейс из Америки, обнаруживают труп гангстера, отсутствие на борту Мэтрикса и спешат доложить об этом Ариусу. Тот отдаёт приказ о ликвидации девочки, но Дженни успевает проковырять дыру в перегородке и спрятаться от неумолимого Беннета в подвале.
На перегруженной надувной лодке Мэтрикс в одних плавках высаживается на остров. Переодевшись и вооружившись всем, что было в оружейном магазине, он преображается в шагающую боевую машину, взрывает казармы и в одиночку атакует базу мятежников. Используя всё, что подвернулось под руку, от крупнокалиберного пулемёта до садовой техники, Мэтрикс методично расправляется с десятками, если не сотнями, солдат из охраны Ариуса, врывается в дом диктатора и в перестрелке ликвидирует его. Затем он бежит в подвал на зов Дженни. Там происходит финальная схватка Мэтрикса и Беннета, из которой Мэтрикс с большим трудом выходит победителем.
В финальной сцене спецназ США во главе с генералом Кёрби высаживается на остров, на котором к этому моменту в результате активности отставного полковника остались в живых всего три человека — сам Мэтрикс, его дочь и Синди. Генерал просит Мэтрикса вернуться в армию и снова собрать спецотряд, но тот отвечает, что это была его последняя война. Мэтрикс, Синди и Дженни садятся в гидроплан и улетают.
На фоне финальных титров звучит песня «We Fight for Love» группы The Power Station.

## Создатели фильма
- Режиссёр: Марк Л. Лестер
- Продюсер: Джоэл Сильвер
- Сценаристы: Стивен Е. де Соуза, Джозеф Лоуб III, Мэттью Уайсмен
- Оператор: Мэттью Ф. Леонетти
- Композитор: Джеймс Хорнер
- Монтаж: Гленн Фарр, Марк Голдблатт, Джон Ф. Линк

## В ролях
- Арнольд Шварценеггер — полковник Джон Мэтрикс
- Алисса Милано — Дженни Мэтрикс
- Рэй Дон Чонг — Синди
- Джеймс Олсон — генерал-майор Франклин Кирби
- Дэн Хедайя — Ариус
- Дэвид Патрик Келли — Салли
- Билл Дьюк — Кук
- Вернон Уэллс — Беннетт
- Билл Пэкстон — оператор радара береговой охраны

## Создание
«Коммандо» стал первым фильмом, который Джоэл Сильвер продюсировал при содействии студии 20th Century Fox. Сценарист Стивен де Соуза рассказывал, что сценарий картины был навеян вестерном «Искатели» и нуаром «Токийский Джо».

## Несостоявшееся продолжение
Де Соуза и Фрэнк Дарабонт написали сценарий для продолжения, основанный на книге Родерика Торпа «Ничто не вечно» (которая, в свою очередь, являлась продолжением к его же новелле «Детектив», по которой был снят одноимённый фильм с Фрэнком Синатрой и Ли Ремик). Однако Шварценеггер не был заинтересован в нём: его предыдущий сиквел («Конан-разрушитель») был плохо принят критиками и не собрал ожидаемую кассу в американском прокате. Тогда сценарий был переработан под нового главного героя, которого впоследствии сыграл Брюс Уиллис, фильм был назван «Крепкий орешек» (англ. «Die Hard»).

## Ремейки
У фильма существует как минимум два ремейка.
В 1988 году в Индии вышел одноимённый фильм (в прокате последних лет СССР он назывался «Коммандос») с Митхуном Чакраборти в главной роли. Фильм не имел ничего общего с сюжетом «Коммандо», но использовал популярное название.
В 2008 году вышел российский ремейк под названием «День Д», достаточно точно пересказывающий сюжет картины. В главной роли снялся Михаил Пореченков.
В 2013 году в Индии вышел новый фильм. Он сохранил и оригинальное название, и основные черты сюжета оригинального фильма. В главной роли снялся Видьют Джамвал.